# Otto Binder
Pour les articles homonymes, voir Binder.
Compléments
Supergirl
Légion des Super-Héros
Cosmic Boy
Bizarro
Brainiac (comics)
I, Robot
Lightning Lad
Otto Oscar Binder ou Eando Binder, né le 26 août 1911 à Bessemer dans le Michigan et mort le 13 octobre 1974 à Chestertown dans l'État de New York, est auteur de science-fiction et scénariste de comics américain. C'est un auteur de l'Âge d'argent des comics et créateur de Supergirl, Légion des Super-Héros, et autres pour DC Comics.

## Biographie
Otto Binder est le plus jeune d'une famille de six enfants, d’origine autrichienne. Du Michigan il emménage à Chicago en 1922.
Otto Binder est influencé par les histoires de l'auteur de science fiction Otis Adelbert Kline (en) (1891-1946) dans Weird Tales et d'Edmond Hamilton.
Il écrit sa première histoire avec son frère Earl sous le pseudonyme Eando Binder dans Amazing Stories en 1930 The First Martian. Le prénom du pseudo signifie « E and O » soit les initiales des deux frères réunies par « and ».
Dans les années 1940, il est le scénariste principal de Captain Marvel, le plus important concurrent de Superman, publié par Fawcett Comics. Là, avec le dessinateur C. C. Beck, il crée entre autres Mary Marvel, version féminine de Captain Marvel. En 1953, Fawcett, en procès depuis des années avec DC Comics se résout à cesser la publication des aventures du Captain.
Dans les années 1950, le directeur de la publication des comics de Superman, Mort Weisinger, engage Binder comme scénariste principal de l'homme d'acier. Binder, passionné par la science-fiction développe cet aspect dans les aventures de Superman et introduit dans l'univers du héros plusieurs éléments qui deviennent réguliers comme la forteresse de la solitude, la kryptonite rouge mais aussi des super-vilains comme Brainiac ou l'idée d'aventures imaginaires. Il est aussi le créateur de Supergirl dans Action Comics 252 daté de mai 1959.
Avec son frère Earl il écrit plusieurs romans de science-fiction.
Il écrit aussi sur la science, surtout des livres pour les jeunes comme Planets et Jets and Rockets (tous deux en 1961) et Riddles of Astronomy (1964), et était rédacteur pour la revue Space World. Il s'intéresse en plus aux OVNI, et écrit Behold a Pale Horse: What We Know About Flying Saucers (1967), Flying Saucers Are Watching Us (1968, aussi intitulé Unsolved Mysteries of the Past), et, avec Max Flindt, Mankind: Children of the Stars (1974, aussi intitulé We Are Children of the Stars).
La tragédie frappe les Binder quand leur seule fille Mary, qui tient son nom de Mary Marvel, âgé de seulement 14 ans, meurt heurtée par une automobile. Le couple ne s'en remettra jamais et tous deux deviennent alcooliques. Ione, la femme d'Otto connaîtra des troubles psychologiques graves. Le livre Behold a Pale Horse est dédié à Mary.

## Œuvres
- Amazing Stories
- Wonder Stories
- Fawcett Comics / DC Comics
- Action Comics Superman
- Adventure Comics Superboy
- Creepy
- Thrilling Wonder Stories
- Startling Stories
- Mystery in Space
- Dr Solar
- Shock SuspenStories
- Showcase
- Strange Adventures
- Superboy
- Superman's Pal, Jimmy Olsen
- Fantastic Adventures
- Weird Science-Fantasy

### Eando Binder (Earl & Otto Binder)
- Enslaved Brains (1934)
- I, Robot (en) (1939) novel dans Amazing Stories
- La Grande illusion (1936)
- The Man Who Saw Too Late (1939)
- The Impossible World (1939)
- Lords of Creation (1949)
- Captain Video and His Video Rangers (1951)
- Puzzle of the Space Pyramids (1971)
- Via Mercury (1940)
- Via Catacombs (1940)
- Via Intelligence (1940)
- Five Steps to Tomorrow (1940)
- The Cancer Machine (1940)
- The Teacher from Mars (1941)
- Wanderer of Little Land (1941)
- Via Jupiter (1942)
- Adam Link (en) série (1939-1942) dans Amazing Stories
- Menace of the Saucers (1969)
- The Double Man
- Secret of the Red Spot (1971)
- Get Off My World (1971)
- Night of the Saucers (1971)
- The Missing World (1974)… voir Eando Binder

### Créations
- Bizarro, cocréateur George Papp
- Black Adam, cocréateur C. C. Beck
- Cosmic Boy, cocréateur Al Plastino
- Garth Ranzz, cocréateur Al Plastino
- Streaky the Supercat (en) cocréateur Jim Mooney
- Supergirl, cocréateur Curt Swan
- Légion des Super-Héros, cocréateur Al Plastino
- Brainiac (comics), cocréateur Al Plastino
- Saturn Girl, cocréateur Al Plastino
- Kandor, cocréateur Al Plastino
- Mary Marvel, cocréateur Marc Swayze (en)
- Marvel Family (en),
- Thom Kallor (en), (Starman) cocréateur George Papp
- Miss America (Comics), cocréateur Al Gabriele
- Lucy Lane, cocréateur Curt Swan
- Krypto, cocréateur Curt Swan
- Elseworlds (Imaginary Stories)
- Beppo, Titano (comics)
- Jax-Ur, cocréateur George Papp

## Récompenses
- 1999 : Temple de la renommée Jack Kirby
- 2004 : Temple de la renommée Will Eisner
- 2010 : Prix Bill Finger (posthume)